# Peace, Love, Death Metal
Peace, Love, Death Metal é o primeiro álbum da banda Eagles of Death Metal. O disco foi gravado primeiramente pelo cantor Jesse Hughes (creditado como "J. Devil Huge" e "Mr. Boogie Man") e Josh Homme (creditado como "Carlo von Sexron" e "Baby Duck"), e contém participações especiais de Tim Vanhamel (dEUS, Millionaire, Evil Superstars), Brody Dalle (ex-The Distillers, Spinnerette), Nick Oliveri (Queens of the Stone Age, Kyuss, Mondo Generator), e Alain Johannes & Natasha Shneider (Eleven, Queens of the Stone Age, Desert Sessions). Alcançou a 34ª colocação na Top Independent Albums.

## Faixas
1. "I Only Want You"
2. "Speaking in Tongues"
3. "So Easy"
4. "Flames Go Higher"
5. "Bad Dream Mama"
6. "English Girl"
7. "Stacks o' Money"
8. "Midnight Creeper"
9. "Stuck in the Metal" (Stealers Wheel cover)
10. "Already Died"
11. "Kiss the Devil"
12. "Whorehoppin' (Shit, Goddamn)"
13. "San Berdoo Sunburn"
14. "Wastin' My Time"
15. "Miss Alissa"
16. "Miss Sanders"
17. "just nineteen"